# Kolonia Mordy
Kolonia Mordy (alt. Kolonia Podsiedlce, dawn. Mordy-Majątek) – kolonia w Polsce położona w województwie mazowieckim, w powiecie siedleckim, w gminie Mordy.
W latach 1975–1998 miejscowość administracyjnie należała do województwa siedleckiego.